# Villers-le-Peuplier
Pour les articles homonymes, voir Villers.
Villers-le-Peuplier (en wallon Viyé-dvant-Hanut) est une section de la ville belge d'Hannut, située en Région wallonne dans la province de Liège.
C'était une commune à part entière avant la fusion des communes du 17 juillet 1970.

## Démographie
- Sources:INS, Rem:1831 jusqu'en 1970=recensements, 1976= nombre d'habitants au 31 décembre

## Histoire
Dans un acte de mariage de Ciplet du 05 février 1695, le marié est Charles Mazuir. Celui-ci est de Villers-le-Peuplier devant Hannut du diocèse de Namur ("Villers le Populius ante Hannictum dioecesis Namurcensis").